# Wings (film)
Wings is een in veel opzichten baanbrekende film uit 1927. Zo was het was de eerste film die gemaakt werd met steun van het Amerikaanse leger (toen nog inclusief de luchtmacht), het begin van een traditie. Het was de eerste film ooit die een Oscar voor beste film kreeg en de enige die een Oscar voor beste technische effecten kreeg. Wat betreft technische effecten was de film baanbrekend: luchtgevechten werden opgenomen met op de toestellen gemonteerde camera's, zodat de piloten close-up in beeld kwamen terwijl zij manoeuvres in de lucht uitvoerden (de hoofdacteurs moesten zelf leren vliegen). Hoewel de film zwart-wit was werden sommige details (met de hand) ingekleurd voor extra effect.
Verder onderscheidt de film zich omdat hiermee Gary Cooper doorbrak naar het grote publiek. Ook geldt het als de laatste grote stomme film, de afsluiting van een tijdperk. 
De drijvende kracht achter de film was regisseur William A. Wellman, die in de Eerste Wereldoorlog zelf had deelgenomen aan de luchtoorlog, en deze overtuigend in beeld wilde brengen. Hij dreef de studio tot wanhoop, met name toen de opnamen langdurig stilgelegd werden omdat er geen wolken waren. Het Amerikaanse leger wilde de opnamen situeren op de grote luchtmachtbasis in San Antonio in Texas, waar ze volop ruimte voor vliegtuigen hadden en bovendien een terrein dat geschikt was om het slagveld na te bouwen. In de praktijk bleek dat in Texas het weer te "mooi" was, met helder blauwe luchten, wat voor de film rampzalig was: het was niet duidelijk waar de vliegtuigen waren ten opzichte van elkaar. Alleen met wolken (waar vliegtuigen zich achter konden verschuilen) werd zichtbaar hoe vliegtuigen zich tot elkaar verhielden.
Het Amerikaanse leger beschouwde die film als een uitgelezen kans voor goede publiciteit en verrichtte een enorme inspanning (ter waarde van vijftien miljoen dollar, bij een uiteindelijke uitgave door de studio van twee miljoen). Het Amerikaanse leger leende niet alleen vliegtuigen en piloten, maar bouwde enorme filmsets, en zette ook vijfendertighonderd infanteristen in voor de veldslag. Om de real-time nagespeelde veldslag te filmen werden veel cameras ingezet om zo weinig mogelijk te missen.
De film is gebaseerd op een verhaal van John Monk Saunders die tijdens de Eerste Wereldoorlog ook actief in de lucht was, maar het scenario werd diverse malen aangepast aan de acteurs. Het draait om twee vrienden die in Eerste Wereldoorlog de luchtmacht in gaan en verliefd zijn op hetzelfde meisje. 
De film was een groot succes bij het Amerikaanse publiek, en draaide in New York na de première meer dan een jaar continue. De film was lange tijd de enige stomme film die een Oscar won, totdat in 2012 The Artist in de prijzen viel.

## Rolverdeling

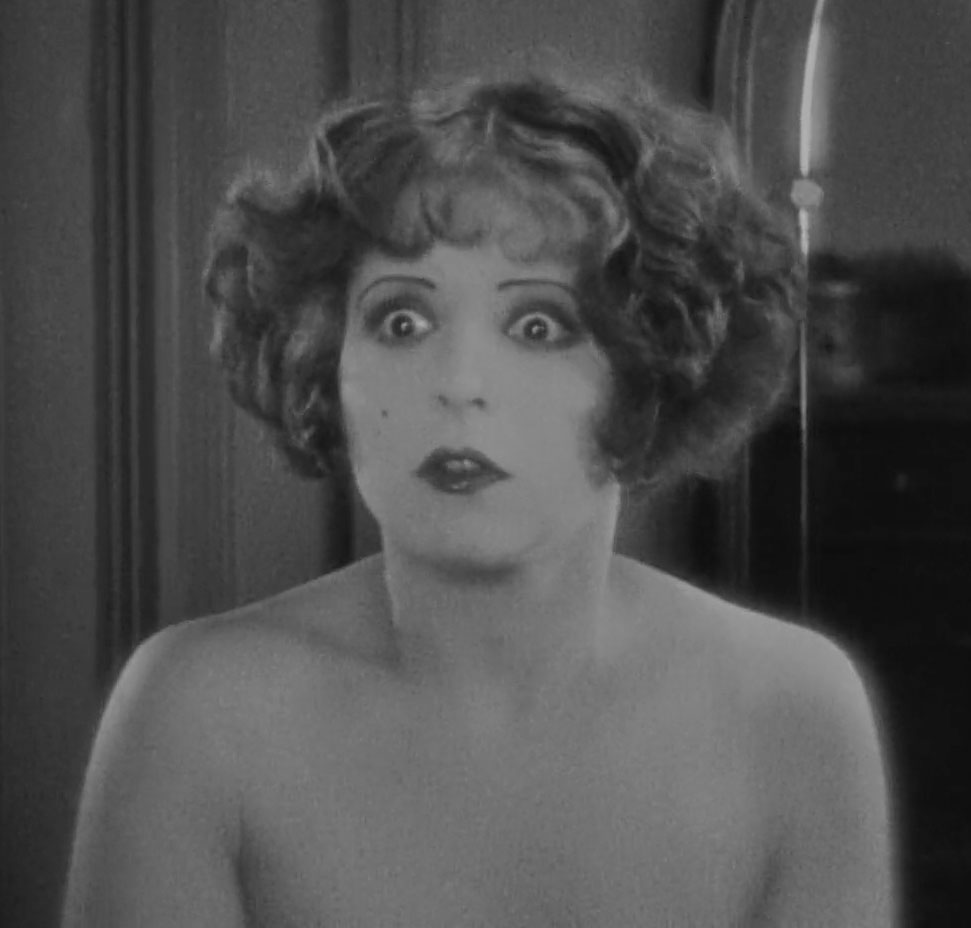
Clara Bow in Wings

| Acteur                 | Personage       |
| ---------------------- | --------------- |
| Clara Bow              | Mary Preston    |
| Charles 'Buddy' Rogers | Jack Powell     |
| Richard Arlen          | David Armstrong |
| Jobyna Ralston         | Sylvia Lewis    |
| El Brendel             | Herman Schwimpf |
| Gary Cooper            | Cadet White     |
| Roscoe Karns           | Lt. Cameron     |
| Henry B. Walthall      | David's vader   |